# Depolarizzazione
Una depolarizzazione, in biologia, è la diminuzione del valore assoluto del potenziale di membrana di una cellula.
Attraverso la membrana delle cellule esiste infatti un potenziale elettrico, a causa della differente concentrazione di ioni all'interno e all'esterno della cellula e dalla differente permeabilità della membrana ai vari ioni.
Quando il potenziale di membrana di una cellula si avvicina allo zero, si ha una depolarizzazione. Quando, al contrario, il potenziale di membrana viene modificato in direzione contraria, aumentando il suo valore assoluto, avviene una iperpolarizzazione.
Di particolare importanza è il fenomeno della depolarizzazione in riferimento ai neuroni.

## La depolarizzazione nei neuroni
| Ioni          | concentrazione intracellulare (mM) | concentrazione extracellulare (mM) |
| ------------- | ---------------------------------- | ---------------------------------- |
| Calcio (Ca2+) | 0,0001                             | 1-2                                |
| Cloruro (Cl-) | 40-150                             | ~560                               |
| Sodio (Na+)   | 50                                 | 440                                |
| Potassio (K+) | 400                                | 20                                 |

Per comprendere i meccanismi della depolarizzazione nei neuroni, è necessario conoscere due cose: il potenziale di membrana nei neuroni a riposo (circa −70 mV), e le concentrazioni intra ed extracellulari degli ioni che prendono parte al processo. Nei neuroni, l'azione delle pompe ioniche crea gradienti di concentrazione per molti ioni, ma quelli coinvolti sono: potassio, cloro, sodio e calcio (vedere tabella).
Conoscendo queste concentrazioni, si può calcolare, utilizzando l'equazione di Nernst il potenziale di equilibrio dei vari ioni, e ci si accorge che il potenziale di membrana del neurone a riposo è molto vicino a quello predetto utilizzando l'equazione di Nernst per lo ione potassio. Dunque, la membrana dei neuroni a riposo è molto più permeabile agli ioni potassio che agli altri (come verificato a fine anni '40 da Hodgkin e Katz).
Gli stessi autori ipotizzarono, e successivamente verificarono, che la depolarizzazione, e il potenziale d'azione, dipendessero da un temporaneo aumento della permeabilità allo ione sodio (l'equazione di Nernst per questo ione porta ad un potenziale positivo).  Questa modifica della permeabilità avviene poiché i canali ionici permeabili al sodio si aprono improvvisamente, reagendo ad una differenza di potenziale (canali a porta a potenziale), o alla presenza di un ligando che ne modifichi la struttura, aprendoli (canali a porta chimica). 
Questo processo, nel caso la depolarizzazione sia abbastanza ampia (la soglia è circa -55 mV), porta alla generazione del processo noto come potenziale d'azione.

## Modelli matematici di descrizione della depolarizzazione della membrana cellulare
Esistono alcuni modelli matematici, basati sull'analisi di dati sperimentali, che consentono di descrivere matematicamente il processo di depolarizzazione della membrana cellulare. Il più noto e più preciso è senza dubbio il modello di Hodgkin-Huxley, per il quale i due scienziati vinsero il Premio Nobel per la Fisiologia nel 1963. Una notevole semplificazione di questo modello è il modello di FitzHugh-Nagumo.